# الناس والنيل (فلم)
الناس والنيل هو فيلم درامي تاريخي أُصدر سنة 1972، من تأليف نيكولاي فيجوروفسكي، حسن فؤاد، من بطولة سعاد حسني وصلاح ذو الفقار، ومن إخراج يوسف شاهين.

## القصة
عندما يتم تحويل مجرى نهر النيل، عام 1964، تبدو الفرحة على وجوه المصريين. ويبدأ باقي الشخصيات في تذكر الماضي، من خلال قصة فنانة تشكيلية (نادية) المتزوجة من الطبيب (أمين). ويظهر الصحفي (يحيى سعيد) في صورة عامل من عمال بناء السد العالي وسنفهم أن يحيى ليس عاملًا حقيقيًا ولكنه متنكر في صورة عامل وهو في الأصل كاتب يركز على توثيق أسرار المشروع الضخم. نادية ترفض الانتقال إلى أسوان مع زوجها (أمين). ولكن والد نادية المهندس ينتقل أيضا إلى أسوان فتضطر للسفر معه، ويتعرف (براق) العامل النوبي علي (نيكولاي) العامل الفني الروسي، كما أن المهندس الروسي (أليكس) يعاني من مشاكل مع زوجته (زويا) التي لا تحتمل الحياة في مصر وهناك ينتصر العمل والحب معا، وتقنع الزوجة بالمبادئ والرسالة السامية لكل هؤلاء الذين تركوا العمران من اجل إسعاد الآخرين.

## عن الفيلم
العمل السينمائي الذي خرج للنور برؤية المخرج الكبير يوسف شاهين يوثّق مراحل بناء السد المصري بمشاركة الاتحاد السوفياتي، ويقدم صورة سينمائية مستوحاة من الواقع، ويبيّن كيف انصهر الخبراء الروس المبعوثين لإتمام المشروع، والذين استقروا لسنوات في جنوب مصر، داخل المجتمع المصري، أو بالأحرى كيف كانت حياة هؤلاء القادمين من بلاد الصقيع في أرض الشمس – أسوان.
وسط المحاجر وأصوات العمال، تتشابك الأحداث بين الشخصيات المصرية والروسية، فتجمعهم علاقات صداقة قوية. الجميع يعمل طوال النهار ثم يبحث عن وقت للسمر والحديث عن ذكريات الماضي أو المستقبل القادم، وعبر هذه الرحلة اليومية نكتشف المجتمع الروسي، بمختلف طبقاته وأفكاره، من خلال ثلاث قصص إنسانية.

## فريق العمل
- إخراج: يوسف شاهين
- قصة: نيكولاي فيجوروفسكي
- سيناريو وحوار: حسن فؤاد - يوسف شاهين
- إنتاج: كايرو فيلم (مصر) - موسفيلم (الاتحاد السوفيتي)
- توزيع: المؤسسة المصرية العامة للسينما والتلفزيون (والمسرح والموسيقى)
- موسيقي تصويرية: آرام خاتشاتوريان
- مونتاج: رشيدة عبد السلام

## طاقم التمثيل

### بطولة
- سعاد حسني بدور نادية
- صلاح ذو الفقار بدور الصحفي يحيي سعيد
- محمود المليجي بدور المهندس مجدي والد نادية
- عزت العلايلي بدور الدكتور أمين
- ايجور فلاديميروف بدور نيكولاي
- سيف الدين بدور المهندس سعد
- حسين إسماعيل بدور الريس فهمي
- فاطمة عمارة بدور زوجة المهندس سعد
- فالنتينا كوتسينكو بدور زويا
- يوري كامورني بدور المهندس أليكس

### بالاشتراك مع
- اناتولي كوزنتسوف
- علية عبد المنعم
- فالوديا ايفاشوف
- عمر براق
- عبد الوارث عسر
- محمد مرشد
- أشرف السلحدار

## روابط خارجية
- مقالات تستعمل روابط فنية بلا صلة مع ويكي بيانات

http://www.elfilm.com/title/63214/